# Simon Grundel-Helmfelt
Simon Grundel-Helmfelt (25. september 1617 i Stockholm – 14. juli 1677 i Ylleshed i Skåne) var en svensk feltherre.
Som page fulgte han med rigsråd Johan Skytte på en sendelse til England og var senere i nogen tid kancellist hos den svenske Peter Spiring i Haag. I 1641 gik han i krigstjeneste; den svenske hær stod da i Lüneburg under Lennart Torstensons kommando. Helmfelt udmærkede sig på en glimrende måde i den tyske krig, såvel i feltslag som frem for alt i belejringer, eksempelvis af de schlesiske og mähriske fæstninger. I krigen 1643—45 mod Danmark medvirkede han blandt andet ved belejringen af Christianspris. I 1646 blev Helmfelt oberst og generalkvartermester; samme år adledes han og blev snart chef for Sveriges artilleri. I 1655 var han generalmajor. Under Karl Gustavs krige udmærkede Helmfelt sig først og fremmest ved forsvaret af Riga, den smukkeste af alle hans militære bedrifter. Tsar Alexej belejrede byen med en hær, der er bleven opgivet til 70.000 mand. Helmfelt, som havde højst 5.000 mand under sig, forsvarede imidlertid med held Riga under en seks ugers belejring (august til oktober 1656), og tsaren måtte med betydeligt tab af mandskab afstå fra foretagendet. Helmfelt forsvarede også siden Riga mod russiske og polske angreb. I 1668 blev Helmfelt feltmarskal og i 1673 rigsråd; han var tillige generalguvernør over Ingermanland. Ved krigens udbrud i 1675 opholdt Helmfelt sig for sit helbreds skyld i Hamborg; det lykkedes ham derfra til trods for eftersporinger fra dansk side at slippe bort til England, hvorfra han kom over til Sverige. Han blev nu ved Karl 11.s side øverstbefalende for den svenske hær i Skåne og gjorde som sådan tjeneste i Slaget ved Halmstad mod Jacob Duncan. Han førte også overkommandoen ved Lund, men fik ikke her lejlighed til at vise prøver på nogen større feltherredygtighed, idet han fulgte Karl 11. i den vilde forfølgelse af den danske venstre fløj mod Löddeåen, hvorved man lod hele resten af arméen klare sig selv. I Slaget ved Landskrona havde Helmfelt ligeledes overkommandoen og førte særlig venstre fløj. I dennes første sammenstød med fjenden faldt Helmfelt.